# Ismail Musukaev
Ismail Timurovich Musukaev (en rus: Исмаил Тимурович Мусукаев, en hongarès: Muszukajev Iszmail Timurovics; nascut 28 de gener del 1993) és un esportista amb nacionalitat esportiva hongaresa nascut a Rússia que competeix en lluita lliure.